# Hikakin
Hikakin (jap. ヒカキン), eigentlich: Hikaru Kaihatsu (開發 光, Kaihatsu Hikaru; * 21. April 1989 in Myōkō, Präfektur Niigata), ist ein japanischer Webvideoproduzent, Musiker, Schauspieler und Unternehmer.
Bekannt wurde Hikakin durch seine Beatboxing- und Vocal-Percussion-Videos, in denen er bekannte Lieder auf diese Weise imitierte. Vor allem seine Interpretation der „Super Mario Bros.“-Melodie erlangte 2010 weltweite Aufmerksamkeit und hat (Stand September 2021) über 52 Millionen Aufrufe.

## Leben
Hikaru Kaihatsu wurde am 21. April 1989 in Myōkō geboren und wuchs dort mit seinem älteren Bruder Seiya auf, der heute unter dem Namen „Seikin“ in der gleichen Branche bekannt ist. Kaihatsu begann in der dritten Klasse mit dem Skispringen, gab dieses Hobby jedoch zugunsten des Beatboxings in der zwölften Klasse auf. Er gilt als Pionier des japanischen YouTubes und gründete 2013 das Multi-Channel-Netzwerk UUUM.

## Webvideos
Seit 2006 betreibt Kaihatsu den YouTube-Kanal „HIKAKIN“, auf dem er ausschließlich Beatboxing-Videos hochlädt. Auf diesem Kanal befindet sich u. a. sein bekanntes „Super Mario Bros.“-Video.
Zusätzlich betreibt er drei weitere Kanäle. Während er auf „HikakinTV“ Produkte vorstellt und testet sowie Experimente vorführt, lädt er auf „HikakinGames“ Let’s-Play-Videos hoch. In diesen spielt und kommentiert er Handy- und Computerspiele und ist vor allem für seine Minecraft-Videos bekannt. Neben den genannten Kanälen, auf denen täglich mehrere Videos hochgeladen werden, pflegt Kaihatsu zusätzlich den Kanal „HikakinBlog“, auf dem er unregelmäßig und relativ selten Ausschnitte aus seinem Alltag präsentiert.
Im September 2021 erreichte sein HikakinTV-Kanal über 10 Millionen Abonnenten.

## Diskografie (Auswahl)
Kaihatsu ist Beatboxer und veranstaltet regelmäßig Konzerte. U. a. stand er schon mit Aerosmith, Ariana Grande, Gille und Ne-Yo auf der Bühne.
- 2008: DEEPEN
- 2010: Super Mario Bros. Beatbox Cover
- 2011: YU-DAI „FUNDAMENTAL“
- 2012: Hideki Sakamoto x HIKAKIN „New Paint Park Sound Channel“
- 2014: Kimaguren „Saigo no Natsu“
- 2014: Ariana Grande Baby I feat. HIKAKIN
- 2014: Let It Go Beatbox Cover
- 2015: HIKAKIN & SEIKIN „YouTube Theme Song“
- 2017: Zassō

## Filmografie

### Kinofilme
- 2015: Ju-On: The Final Curse
- 2016: Hentai Kamen: Abnormal Crisis
- 2017: Ajin

### Synchronrollen
- 2016: Digimon Universe: Appli Monsters (in der Rolle von „Hika-Jirō“)

### Fernsehen (Auswahl)
- 2010: KASUPE! (Fuji Television)
- 2011: KASUPE! (Fuji Television)
- 2014: SMAP X SMAP (Fuji Television)
- 2015: Kōhaku Uta Gassen (NHK)
- 2016: R no Hōsoku (NHK)
- 2017: Music Station (TV Asahi)